# Puerto Icio
Puerto Icio o Itius Portus es el nombre de un antiguo puerto romano ubicado en Picardía, aunque se desconoce su localización exacta. El punto más probable sobre lo que pudiera haber sido erigido el puerto es Saint-Omer, comúnmente conocida como Sithiu.

## César
Itius Portus fue el nombre que dio el general romano Julio César al puerto que empleó en su segunda expedición a Britania, que data del año 54 a. C.

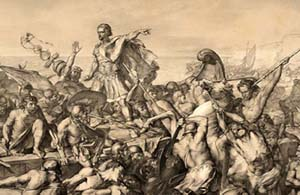
Reconstrucción de la primera invasión.

Es seguro que el puerto se hallara en las proximidades de Cabo Gris-Nez (Promunturium Itium), pero el punto exacto de su localización se ha venido debatiendo desde el Renacimiento. Muchos historiadores han asumido que César partió hacia la isla desde el mismo punto en las dos expediciones, pero el nombre del puerto no aparece en sus escritos en este sentido. Este hecho, junto con otras consideraciones, hacen pensar que probablemente las dos expediciones partieran de puntos diferentes.
En general se ha creído que la primera expedición de César partió desde el puerto de Saint-Omer y lo mismo se había creído de la segunda hasta que T. Rice Holmes da en un artículo de Classical Review (mayo de 1909), razones de peso para creer que partió desde  Wissant, a unas cuatro millas de Gris Nez. La razón principal que argumenta Holmes es que César, habiendo visto que no podía salir con su gran flota desde el pequeño puerto de Boulogne, decidió que debía escoger otro punto desde el que partieran los aproximadamente 800 barcos que participaron en la segunda expedición. El único lugar que aproximadamente reuniría esas características teniendo en cuenta los cambios físicos que ha sufrido el relieve de la isla en todo este tiempo sería Saint-Omer.

## Conquista de Britania
El intento de invasión de la isla del emperador Calígula (40), partió probablemente de Boulougne. El faro romano erigido en ese lugar se cree que fue construido por el emperador.
De nuevo Boulougne fue probablemente el puerto desde el que partió el ejército romano bajo las órdenes de Aulo Plaucio. De la invasión a la isla solo han sobrevivido los escritos de Dión Casio, que no hacen referencia al punto de partida de la invasión. Los refuerzos que viajaron a la isla bajo el mando del emperador Claudio partieron según Suetonio de Gesoriacum.